# Rac1
Rac1 (англ. Ras-related C3 botulinum toxin substrate 1) — внутриклеточный белок из суперсемейства ГТФаз, относится к  «малым» G-белкам. Находится в двух состояниях: активном ГТФ-связанном и неактивном ГДФ-связанном состоянии. В своей активной форме Rac1 связывается в клетке с целым рядом эффекторных белков и приводит к регулировке многих клеточных процессов, таких как секреция, фагоцитоз апоптозных клеток, поляризация эпителиальных клеток и индуцированное факторами роста образование мембранных складок и выростов (англ. membrane ruffles).